# Darker Than Blood
„Darker Than Blood“ je píseň amerického hudebníka Steva Aokiho, ve které zpívají členové skupiny Linkin Park. Jedná se o jejich druhou spolupráci po singlu „A Light That Never Comes“. Singl patří na třetí studiové album Neon Future II. Singl debutoval na Twitchi 13. dubna 2015. O den později byl vydán jako druhý singl z alba.

## Pozadí písně
Shinoda a Aoki se prvně kontaktovali na Twitteru a následně spolu začali pracovat na nové hudbě. Na skladbě pracovali mezi lety 2012 až 2014.

## Videoklip
Produkce a natáčení videoklipu byly dokončeny 9. dubna 2015.
Video se odehrává v roce 2052 uprostřed zombie apokalypsy, kdy virus nakazil téměř celou světovou populaci. Dva vědci, Shinoda a Aoki, se snaží vynalézt lék. To se jim ale napoprvé nepovede. Podaří se jim to, až když se k nim dostane imunní chlapec.

## Seznam skladeb
| Pořadí | Název                                   | Délka |
| ------ | --------------------------------------- | ----- |
| 1.     | "Darker Than Blood" (feat. Linkin Park) | 5:12  |

## Obsazení
- Steve Aoki – programování, produkce

#### Linkin Park
- Chester Bennington – zpěv
- Rob Bourdon – bicí
- Brad Delson – sólová kytara, doprovodné vokály
- Dave "Phoenix" Farrell – basová kytara, doprovodné vokály
- Joe Hahn – gramofony, samply, programování, doprovodné vokály
- Mike Shinoda – zpěv, rytmická kytara, klávesy, klavír, syntezátor